# Rudolf Frercks
Rudolf Frercks (* 31. März 1908 in Kiel; † 1985 in Alfeld (Leine)) war ein deutscher Mediziner und NS-Funktionär.

## Biografie
Frercks war der Sohn eines Oberstadtsekretärs. Nach dem Abitur an einem Kieler Gymnasium absolvierte er ein Studium der Medizin. 1933 wurde er approbiert und an der Universität Kiel zum Dr. med. promoviert, der Titel seiner Dissertation lautete „Schädelmaterial von Haithabu“. Bereits während seines Studiums wandte Frercks sich dem Nationalsozialismus zu: Er gehörte ab 1928 dem NS-Studentenbund an und trat zum 1. Juli 1931 der NSDAP bei (Mitgliedsnummer 579.674).
Ab 1933 arbeitete er in dem von Walter Groß begründeten „Aufklärungsamt für Bevölkerungspolitik und Rassenpflege“ mit, das im Mai 1934 in „Rassenpolitisches Amt der NSDAP“ umbenannt wurde. Er war als Abteilungsleiter des RPA Verbindungsmann für erb- und rassenbiologische Angelegenheiten beim Reichserziehungsministerium. Frercks war Autor diverser rassenpolitischer Publikationen, die teils auch in andere Sprachen übersetzt wurden. Gemeinsam mit Arthur Hoffmann verfasste er 1934 die Schrift „Erbnot und Volksaufartung“. Er war 1937 Mitautor des im Sinne nationalsozialistischer „Rassenhygiene“ gedrehten NS-Propagandafilms Opfer der Vergangenheit. Ab 1937 war er Referent der Abteilung Ausland und Lektorat im RPA, im Jahr zuvor hatte er die Hauptschriftleitung der Rassenpolitischen Auslandskorrespondenz übernommen. Im RPA wirkte er ab 1938 als Hauptstellenleiter bei der Reichsleitung des RPA für den Bereich Rassen- und Erbbiologie.
Von der SA wechselte er 1936 zur SS (SS-Nummer 276.970), zuletzt wurde er beim SS-Hauptamt als SS-Obersturmbannführer und Sanitäts-Oberstaffelführer geführt.  Des Weiteren wurde er Mitglied der NSV  und 1940 des NS-Ärztebundes.
Während des Zweiten Weltkrieges leistete ab März 1940 Kriegsdienst als Stabsarzt bei der Kriegsmarine. Am 6. Juni 1941 geriet er in britische Kriegsgefangenschaft. Laut Klee wurde er Ende der 1940er Jahre aus der Kriegsgefangenschaft entlassen, Harten et al. geben das Jahr 1943 an.
Nach Kriegsende wurde der Internist Chefarzt und medizinischer Direktor des Kreis-/Stadtkrankenhauses in Alfeld (Leine).

## Schriften (Auswahl)
- Das Schädelmaterial von Haithabu (Ausgrabungen von 1902 bis 1910), Kiel 1934 (Med. Dissertation)
- mit Arthur Hoffmann: Erbnot und Volksaufartung : Bild u. Gegenbild aus d. Leben zur prakt. rassenhygien. Schulg. Stenger, Erfurt 1934 (= Schriften des Rassenpolitischen Amtes RL der Nationalsozialischtischen Deutschen Arbeiterpartei. Band 7).
- Warum Arierparagraph? : Ein Beitr. zur Judenfrage, Verl. Neues Volk, Berlin 1934 (gemeinsam mit Edgar Hans Schulz, bis 1938 erweitert in 7 Auflagen erschienen)
- Das rassische Erwachen des deutschen Volkes, Propagandaverl. P. Hochmuth, Berlin 1935
- Deutsche Rassenpolitik, Reclam (Nr. 7351), Leipzig 1937
- Politische Rassenkunde und Lehrerbildung. In: Der neue Volkserzieher 1/1934, Heft 2
- Der Rassegedanke fordert eine neue Auslese. In: Korrespondenzfür Volksaufklärung und Rassenpflege 4/1935